# David Charvet
Pour les articles homonymes, voir Charvet.
David Charvet, né le 15 mai 1972 à Lyon, est un acteur et chanteur canadien. Il est connu pour ses rôles dans Alerte à Malibu et Melrose Place dans les années 1990.

## Biographie
Son père, un homme d'affaires tunisien juif, Paul Guez, divorce de sa mère, Christiane Charvet, en 1974. Sa mère se remarie et David a six demi-sœurs (Irene, Tanya, Debra, Keira, Elizabeth et Amandine) et un demi-frère (Daniel). Il vit à Boulogne-Billancourt jusqu'à l'âge de neuf ans puis rejoint, avec son demi-frère et ses demi-sœurs, leur père installé aux États-Unis pour relancer la mode du jeans (il détient aujourd'hui en propre ou sous licence les marques Yanük, Duarte Jeans, U, Antik, Taverniti So Jeans, Rick Owens, etc.). David gagne à la loterie quelques années plus tard le permis de résider aux États-Unis de façon permanente, la green card.

## Carrière

### Mannequin, acteur
Il commence sa carrière en étant mannequin pour des publicités de Levi's et de Coca-Cola.

#### Alerte à Malibu
À 19 ans il obtient le rôle de Matt Brody dans la série Alerte à Malibu, qui connaît le succès dans le monde mais pas aux États-Unis. Après trois saisons, il quitte la série et, de 1995 à 1996, joue dans trois téléfilms américains.

#### Melrose Place
Courant 1996, il interprète pendant deux saisons le rôle de Craig Field dans la série Melrose Place, aux côtés de Heather Locklear, Laura Leighton et Alyssa Milano.

#### Films et TV
En 1999 il est acteur dans le film canadien Meet Prince Charming, avec Tia Carrere.
De décembre 2006 à février 2007, il joue dans La Malédiction de la pyramide sous la direction de Roger Christian. En septembre 2007, il joue dans Green Flash avec Torrey DeVitto et Kristin Cavallari.
Début 2010, il participe à La Ferme Célébrités en Afrique, jeu télévisé français et dont il finit deuxième.
Il joue dans Une élève trop parfaite (The Perfect Teacher), téléfilm diffusé le 12 septembre 2010 aux États-Unis, qui a rencontré un succès international du Canada à l'Asie en passant par l'Espagne (sous le titre Falsa Inocencia).

### Musique
En 1997, à 25 ans, il sort en France un premier single Should I Leave, écrit avec Félix Gray, suivi de l'album David Charvet et d'un deuxième single, Regarde-toi.
Il arrête la comédie pour un temps. En 1999, il tente un come-back avec le single Je te trouverai quand même mais celui-ci ne satisfait pas entièrement le chanteur ; il le fait retirer de la vente et travaille chez lui à Los Angeles sur son deuxième album Leap of faith, qui sort en avril 2002 avec pour premier extrait Jusqu'au bout, suivi d'Apprendre à aimer et Take you there. Il est produit par Ollé Romo.
Son troisième album Se laisser quelque chose, pour les trois quarts en français, sort en octobre 2004 à Londres, avec le producteur de Robbie Williams, Steve Power. Ayant connu un succès mitigé, David Charvet retourne à Los Angeles pour préparer la sortie de son quatrième album, So we meet again, prévue pour l'automne 2006, mais repoussée à une date ultérieure. Le single Sometimes it rains sort le 3 juillet 2006.
Le 9 avril 2010, il sort un single intitulé I Swim with the birds.

### Engagements de bienfaisance
En juin 2010, à la suite du désastre de la marée noire dans le golfe du Mexique, David Charvet rejoint l'association militante The Blue Seals qui s'occupe de la préservation des océans. C'est sous son impulsion que la société française Ecoceane envoie sur place l'un des bateaux collecteurs de déchets ; le projet s'accompagne d'un plan de reconversion des anciens combattants américains en leur faisant construire des bateaux utilisant cette technologie.

### Autres activités
David Charvet mène une carrière dans l'immobilier. Avec l'entrepreneur qui a fait construire sa villa de Malibu en 2007 (Nathan Jones de « Jones Builders Group »), ils ont travaillé sur plus d'une vingtaine de projets immobiliers. David Charvet est spécialisé dans la construction de villas de style provençal, appréciées en Californie.

### Vie privée
Pendant les saisons 3 et 4 de la série Alerte à Malibu (1992-1993), il a une liaison avec Pamela Anderson et partage sa vie. .
Il se fiance en 2006 avec l'actrice Brooke Burke, qu'il épouse en 2011 ; ils ont deux enfants : Rain et Shaya. Ils se séparent en 2017 ; Brooke Burke demande le divorce en Avril 2018 et réclame la garde partagée de leurs deux enfants.

## Filmographie

### Télévision

#### Séries télévisées
- 1992 - 1996 : Alerte à Malibu (Baywatch) : Matt Brody (saisons 3 à 6)
- 1995 : Harts of the West (en) : Tad (saison 1, épisodes 10)
- 1996 - 1998 : Melrose Place : Craig Field (saisons 5 et 6)

#### Téléfilms
- 1995 : Désir défendu (Seduced and Betrayed) : Dan Hiller
- 1995 : Le bonheur au galop (Derby) : Cass Sundstrom
- 1995 : Alerte à Malibu : Paradis Interdit (Baywatch: Forbidden Paradise) : Matt Brody
- 1996 : Sauvetage périlleux / S.O.S dans les Rocheuses (Angel Flight Down) : Brad Brown
- 1999 : Un homme idéal (Meet Prince Charming) : Jack Harris
- 2005 : I love Melissa M (Skylight) : David Cameron
- 2008 : Green Flash / Cœur de Champion / Un Match pour l'Amour (Beach Kings) : Cameron Day
- 2010 : Une élève trop parfaite (The Perfect Teacher) : Jim Wilkes
- 2013 : La Malédiction de la pyramide (Prisoners of the Sun) : Doug Adler

### Divertissements
- 2009 : The Superstars (2009 edition), un divertissement de la chaîne américaine ABC.
- 2010 : La Ferme Célébrités 3, en Afrique.

## Discographie

### Albums
- 1997 : David Charvet
- 2002 : Leap of Faith
- 2004 : Se laisser quelque chose

### Singles
- 1997 : Should I Leave
- 1997 : Regarde-toi (RCA)[6]
- 1999 : Je te trouverai quand même (puis retiré de la vente)
- 2002 : Jusqu'au bout
- 2002 : Apprendre à aimer (2002)
- 2003 : Take you there (2003)
- 2004 : Je te dédie (2004)
- 2005 : Seulement des hommes (2005)
- 2006 : Sometimes it rains (2006)
- 2010 : I Swim with the birds (2010)